# Hệ thống văn bản quy phạm pháp luật của Nhà nước Việt Nam
Văn bản quy phạm pháp luật là hình thức luật pháp chủ yếu của Nhà nước Cộng hòa Xã hội chủ nghĩa Việt Nam.

## Hệ thống văn bản quy phạm pháp luật hiện hành
Hiện nay, hệ thống văn bản quy phạm pháp luật được quy định tại Luật Ban hành văn bản quy phạm pháp luật 2015 (được sửa đổi, bổ sung tại Luật ban hành văn bản quy phạm pháp luật sửa đổi 2020).

### Văn bản luật
1. Hiến pháp.
2. Luật (bộ luật).
3. Nghị quyết của Quốc hội.

### Văn bản dưới luật
1. Pháp lệnh, nghị quyết của Ủy ban Thường vụ Quốc hội.
2. Lệnh, quyết định của Chủ tịch nước.
3. Nghị định của Chính phủ.
4. Quyết định của Thủ tướng Chính phủ, Tổng Kiểm toán nhà nước.
5. Nghị quyết của Hội đồng Thẩm phán Tòa án nhân dân tối cao.
6. Thông tư của Bộ trưởng, Thủ trưởng cơ quan ngang bộ.
7. Thông tư của Chánh án tòa án nhân dân tối cao.
8. Thông tư của Viện trưởng Viện kiểm sát nhân dân tối cao.
9. Nghị quyết liên tịch giữa Ủy ban thường vụ Quốc hội, Chính phủ, Đoàn Chủ tịch Ủy ban Trung ương Mặt trận Tổ quốc Việt Nam.
10. Nghị quyết liên tịch giữa Chính phủ với Đoàn Chủ tịch Ủy ban Trung ương Mặt trận Tổ quốc Việt Nam.
11. Thông tư liên tịch giữa Chánh án Tòa án nhân dân tối cao, Viện trưởng Viện kiểm sát nhân dân tối cao, Tổng Kiểm toán nhà nước, Bộ trưởng, Thủ trưởng cơ quan ngang bộ.
12. Văn bản quy phạm pháp luật của chính quyền địa phương ở đơn vị hành chính - kinh tế đặc biệt.
13. Nghị quyết của HĐND cấp tỉnh.
14. Quyết định của UBND cấp tỉnh.
15. Nghị quyết của HĐND cấp huyện.
16. Quyết định của UBND cấp huyện;
17. Nghị quyết của HĐND cấp xã;
18. Quyết định của UBND cấp xã.

## Theo quy định cũ
Theo các quy định cũ đã hết hiệu lực, ngoài các loại văn bản quy phạm pháp luật kể trên, trước đây còn có các loại văn bản pháp luật sau:
- Nghị quyết của Chính phủ.
- Chỉ thị của Thủ tướng.
- Quyết định, chỉ thị của Bộ trưởng, Thủ trưởng cơ quan ngang bộ, Chánh án Tòa án nhân dân tối cao, Viện trưởng Viện kiểm sát nhân dân tối cao.